# Ichneumon rufipes
Ichneumon rufipes är en stekelart som först beskrevs av Cameron 1903.  Ichneumon rufipes ingår i släktet Ichneumon och familjen brokparasitsteklar. Inga underarter finns listade i Catalogue of Life.